# Grądzkie (województwo zachodniopomorskie)
Grądzkie (niem. Langenhaken) – osada w Polsce, położona w woj. zachodniopomorskim, w powiecie świdwińskim, w gminie Brzeżno.